# Tap Slissemand
|  | Denne artikel er oprettet af botten Steenthbot ud fra en ekstern database. Den kan derfor have sproglige fejl eller mangler. Denne skabelon kan fjernes efter kontrol af indholdet. |

Tap Slissemand er en dansk kortfilm fra 2022 instrueret af Kasper Juhl.

## Medvirkende
- Siff Andersson, Signe
- Frederik Carlsen, Anders
- Salle Salée, Saga